# Shankar Dayal Sharma
Shankar Dayal Sharma phát âmⓘ (19 tháng 8 năm 1918 – 26 tháng 12 năm 1999) là Tổng thống thứ 9 của Ấn Độ, từ năm 1992 đến năm 1997. Trước khi làm Tổng thống, Sharma từng là Phó Tổng thống Ấn Độ, phục vụ dưới thời R. Venkataraman. và Bộ trưởng trong Nội các (1956–1967), giữ chức trong Bộ Giáo dục, Luật pháp, Công chính, Công nghiệp và Thương mại, Tài nguyên Quốc gia và Phân chia Thu nhập. Ông là Chủ tịch Đảng Quốc Đại Ấn Độ năm 1972–1974 và trở lại chính phủ với chức Bộ trưởng Truyền thông từ năm 1974 đến năm 1977.